# Child of Light
Child of Light est un jeu vidéo de rôle et un jeu de plateforme développé par Ubisoft Montréal et publié par Ubisoft. Le jeu met en scène Aurora, une princesse prisonnière d'un autre monde. Dans sa quête pour revenir chez elle, celle-ci doit ramener le soleil, la lune et les étoiles, tenus captifs par la mystérieuse reine de la nuit. Aurora sera aidée dans sa quête par son compagnon Igniculus la luciole et d'autres improbables alliés.
Le jeu est sorti en avril 2014 sur Windows, PlayStation 3, PlayStation 4, Wii U, Xbox 360 et Xbox One, puis en juillet 2014 avec un support physique sur PlayStation Vita et en octobre 2018 sur Nintendo Switch. Le jeu utilise UbiArt Framework, un moteur graphique d'Ubisoft précédemment utilisé pour Rayman Origins ainsi que pour sa suite Rayman Legends. Une version PS4 en physique est sorti uniquement en Chine, avec quelques exemplaires existants connu à ce jour. Cela fait de cette version un des jeux les plus rares de la console.[réf. nécessaire]

## Histoire
Child of Light raconte l'histoire d'Aurora, une jeune fille vivant en Autriche en 1895, qui contracte une maladie qui la plonge dans un sommeil profond. En se réveillant, Aurora se retrouve dans le monde mythique de Lémuria, dont le soleil, la lune et les étoiles ont été volés par la Reine Noire. Aurora tâchera de recouvrer les astres célestes afin de sauver Lémuria. Elle cherchera à revenir dans son monde d'origine pour retrouver son père, le duc d'Autriche, qui est justement aussi victime d'une maladie mortelle.
De plus, l'ensemble des dialogues du jeu sont écrits en vers, et la poésie est au cœur de l'aventure avec notamment des sonnets à découvrir et collectionner pour en apprendre plus sur le monde de Lémuria.

## Système de jeu
Le jeu est un RPG avec une interface de jeu de plates-formes entre les combats. Les personnages peuvent monter de niveau pour accroître leurs statistiques au fil du jeu, ils possèdent également des compétences déblocables.
Les combats utilisent un système similaire au gameplay de Final Fantasy et de Grandia II : il s'agit d'un système de gestion des temps d'attaque, avec un délai d'attente entre chaque tour, et un autre délai d'exécution de la commande. Les attaques les plus puissantes sont souvent les plus longues à exécuter. Si un personnage se fait attaquer alors qu'il est dans sa phase d’exécution de sa propre attaque, il est interrompu et subit un retard sur sa prochaine attaque.
Le jeu possède également un volet multijoueur avec une expérience coopérative, où un des deux joueurs peut incarner Igniculus, une luciole bleue, à la fois pour aider le joueur principal (qui joue Aurora) pendant les combats, mais aussi pour des phases d'exploration (ouverture de coffres inaccessibles par Aurora, mise en évidence de passage secret grâce à la lumière produite par la luciole…). Lors d'une partie en solo, le joueur contrôle Aurora et Igniculus en même temps, mais indépendamment l'un de l'autre (sur PC, Aurora se dirige avec les touches Z, Q, S, et D du clavier ; et Igniculus se contrôle par les mouvements de la souris).

## Personnages principaux
Le jeu propose différents héros qu'il est possible de jouer lors des combats :
- Aurora. Protagoniste principale du jeu. Jeune fille qui, à la suite de sa maladie, se retrouve dans un monde merveilleux : Lémuria. Elle détient des compétences particulièrement puissantes face aux adversaires obscurs;
- Igniculus. Une luciole bleue qui fait guise de lumière et de curseur souris au cours du jeu, il sera très utile pour résoudre les diverses énigmes au cours des phases d'exploration dans l'aventure. Il a la capacité de ralentir les adversaires et de soigner les héros lors des phases de combat;
- Rubella. Clown joyeux, elle sert de soigneuse dans le groupe, et elle est la plus rapide en combat;
- Golem. Combattant pouvant également ralentir les adversaires;
- Finn. Il s'agit d'un « Capilli », il sert de magicien dans le groupe;
- Norah. C'est la sœur d'Aurora, elle peut ralentir les adversaires;
- Robert. C'est une souris et un archer, pouvant facilement attaquer plusieurs adversaires;
- Tristis. Clown triste et frère de Rubella, il peut procurer des boucliers aux autres membres du groupe;
- Óengus. Il fait partie du peuple des « Kategidas », il est le membre le plus robuste du groupe et possède de bonnes attaques;
- Gen. Il s'agit d'une « Piscéenne » qui grâce à sa lyre peut altérer l'état de des alliés et ennemis.

## Développement
Dévoilé initialement au GDC Europe 2013 par Patrick Plourde, Child of Light serait inspiré des œuvres du studio Ghibli et de Yoshitaka Amano, ainsi que des jeux vidéo Vagrant Story, Final Fantasy VIII et Limbo.
L'équipe créative principale est constituée en majorité de personnes qui ont travaillé sur Far Cry 3 ; les deux jeux partagent un arbre similaire de progression de capacités.
Les créateurs ont collaboré avec le Cirque du Soleil pour apporter une dimension plus théâtrale aux costumes et à certaines mises en scène. La musique du jeu a été composée par l'artiste canadienne Cœur De Pirate. La bande-son est instrumentale, principalement jouée au piano. Pendant les combats, la musique se veut plus grandiose et fait intervenir un petit orchestre.

## Accueil
Child of Light a reçu un accueil généralement positif. Sur Metacritic, il a reçu un score de 80 pour la version PlayStation 4, 90 pour la version PlayStation 3, 75 pour la version PC, et 82 pour la version Xbox One. Vince Ingenito, d'IGN, a donné une note de 9,3/10, faisant l'éloge du système de combat et du style visuel, mais il a également dit que les dialogues poétiques avec des rimes rendait les personnages moins attachants. Chris Carter de Destructoid a donné 8,5/10, décrivant le système de combat comme « direct, mais amusant » et a vanté l'histoire du jeu. Enfin, le site belge « Les Players Du Dimanche » lui a accordé la note de 9,1/10, jusqu'à souligner la direction artistique exemplaire.